# Moorefield (Virginie-Occidentale)
Pour les articles homonymes, voir Moorefield.
La ville de Moorefield est le siège du comté de Hardy, situé dans l’État de Virginie-Occidentale, aux États-Unis. Sa population s’élevait à 2 544 habitants lors du recensement de 2010, estimée à 2 432 habitants en 2018.

## Histoire
La ville doit son nom à Conrad Moore, propriétaire des terres sur lesquelles Moorefield a été fondée.

## Démographie
| Groupe            | Moorefield | Virginie-Occidentale | États-Unis |
| ----------------- | ---------- | -------------------- | ---------- |
| Blancs            | 79,0       | 93,9                 | 72,4       |
| Noirs             | 8,6        | 3,4                  | 12,6       |
| Autres            | 5,5        | 0,4                  | 6,2        |
| Asiatiques        | 4,7        | 0,7                  | 4,8        |
| Métis             | 1,8        | 1,5                  | 2,9        |
| Amérindiens       | 0,4        | 0,2                  | 0,9        |
| Total             | 100        | 100                  | 100        |
|                   |            |                      |            |
| Latino-Américains | 11,1       | 1,2                  | 16,7       |

Selon l’American Community Survey, pour la période 2011-2015, 85,34 % de la population âgée de plus de 5 ans déclare parler l'anglais à la maison, 7,54 % déclare parler l'espagnol, 4,22 % une langue africaine, 1,20 % le tagalog et 1,51 % une autre langue.